# Acacia Brook
Acacia Brook är ett vattendrag i Kanada.   Det ligger i provinsen Nova Scotia, i den sydöstra delen av landet, 800 km öster om huvudstaden Ottawa.
I omgivningarna runt Acacia Brook växer i huvudsak blandskog. Runt Acacia Brook är det mycket glesbefolkat, med 4 invånare per kvadratkilometer.